# 錢承恩
錢承恩（1566年—？），號震宇，四川省敘州府富順縣人，明朝政治人物。

## 生平
丙寅正月十九日生，治《詩經》四房，萬曆十六年（1588年）戊子科四川鄉試舉人，年二十七歲中式萬曆二十年（1592年）壬辰科第二甲第二十名進士。都察院觀政，授常德府推官，二十六年革任。二十八年補山東運司知事，二十九年升定遠知縣，卒于官。

## 家族
曾祖錢金瑞，祖錢榮，父錢應崙。